# Aliya Kazimy
Aliya Kazimy és una professora universitària de Mazar-e Xarif, al nord d'Afganistan. Són rellevants els seus escrits sobre com la presa de poder dels talibans va canviar la manera com es permetia vestir a les dones. Va ser nomenada com una de les 100 dones de la BBC el 2021.

## Biografia
Aliya Kazimy va néixer a Afganistan. Va estudiar prèviament a l'Institut Mirwali i, posteriorment, a les universitats de Yazd i Balkh. Va participar en l'educació i els drets humans abans que els talibans prenguessin Kabul. Va treballar amb la Creu Roja com a voluntària durant tres anys, va posar en marxa un negoci de pastisseria i fleca per a dones i es va graduar amb un màster en direcció d'empreses l'any 2020. Va treballar com a professora universitària fins a principis del 2021, moment en què va fugir de l'Afganistan degut a la tornada al poder dels talibans a l'Afganistan, en aquell mateix any, i es va instal·lar als EUA. Abans de marxar però, va dirigir-se a les xarxes socials per publicar una imatge sorprenent del seu vestuari, canviat arrel del canvi polític del seu país. Un cop als Estats Units, ha escrit una carta a Halima Aden, la primera supermodel amb hijab, icona de la moda i defensora dels drets de les dones, tot i que al 2020, Halima va abandonar el modelatge i va passar a produir la pel·lícula I Am You, basada en una història real sobre els refugiats afganesos. A la carta defensava apassionadament la llibertat d'escollir de les dones, sobretot pel que fa a la vestimenta.
A la seva carta va comentar com va poder volar als Estats Units des de l'Afganistan després de la presa de poder dels talibans. Explica que no obstant això, se sent dolguda per les dones que encara hi són. A la seva carta a l'Aden, expressa: «Veure la bellesa d'una varietat de colors diferents sempre em va fer feliç. M'agradava molt el negre, però això va ser abans de saber que estaria condemnada a portar-lo. Imagina't per un moment que no tens dret a triar la longitud o el color del teu vestit, com et sentiries?». Afegeix a més que no es tracta del llarg dels vestits, sinó del dret a triar per elles mateixes. Menciona que tracta més aviat dels drets pels quals van lluitar i de les vides que es van sacrificar al llarg dels anys per arribar on estaven, «que se'ls hi negui això és només una part del que estan passant les dones a l'Afganistan: se'ls priva del dret a l'educació, al treball i a altres drets civils. Mentre escric aquesta carta, el meu cor em fa mal pel meu poble", assenyala Kazimy».
Kazimy també ha explicat al The New York Times que a Mazar-e Xarif, les dones ja no poden anar a comprar soles al basar de la ciutat. A l'entrevista, va indicar: «Sóc de la generació que va tenir moltes oportunitats després de la caiguda dels talibans fa 20 anys. Vaig poder ser capaç d'assolir els meus objectius d'estudi i durant un any vaig ser professora universitària, però ara el meu futur és fosc. Tots aquests anys de treball dur i somnis van ser per res».
Actualment, té previst estudiar un doctorat.

## Premis i reconeixements
El 2021, va ser inclosa a la llista de les 100 dones més influents del món segons la BBC: 100 Women.